# Psilotum
Genre
Psilotum est un genre de fougères qui regroupe 2 à 3 espèces des régions tropicales à intertropicales voire tempérées-chaudes. En Europe, on peut retrouver, à l'extrême sud de l'Espagne, une seule espèce, Psilotum nudum (découverte seulement en 1966).

## Caractéristiques
Le genre Psilotum est caractérisé par des tiges à divisions dichotomiques (= divisions en forme de Y). Les tiges portent des sporanges réunis en fructification à 3 lobes. Ce sont des espèces épiphytes ou saxicoles.

## Liste des espèces
Selon ITIS (30 nov. 2019) :
- Psilotum complanatum Sw.
- Psilotum × intermedium W.H. Wagner
- Psilotum nudum (L.) Beauv.